# كأس ملك إسبانيا 1924
كأس ملك إسبانيا 1924 (بالإسبانية: Copa del Rey de Fútbol 1924) هو الموسم 24 من كأس ملك إسبانيا. أشرف على تنظيمه الاتحاد الملكي الإسباني لكرة القدم، وكان عدد الأندية المشاركة فيه 10، وفاز فيه ريال يونيون.